# Paradise: Love
Paradise: Love (Paradies: Liebe) è un film del 2012 diretto da Ulrich Seidl. Il film si contraddistingue per la tematizzazione delle problematiche interculturali, del turismo sessuale e del bisogno affettivo nelle donne sole.

## Trama
Teresa è una signora austriaca di mezza età che vive a Vienna insieme alla figlia adolescente e che decide di partire per una vacanza in Kenya presso un resort. Qui, su invito di altre turiste, entra in contatto con alcuni giovani kenioti che sostano di fronte alla spiaggia dei turisti occidentali per vendere collanine e offrire servizi sessuali. Teresa resta particolarmente colpita da Munga, che a differenza degli altri ragazzi della spiaggia sembra meno invadente e realmente interessato a lei. Tra i due nasce una breve relazione, ma ben presto Munga comincia a chiedere con insistenza alla donna denaro per la sua famiglia, rivelando le sue vere finalità. Affranta dall'esperienza, Teresa prova ad avere altri incontri con ragazzi kenioti, passando di delusione in delusione.

## Produzione
Il film fa parte di una trilogia che comprende anche Paradise: Faith e Paradise: Hope, nei quali ricompaiono alcuni degli stessi personaggi e luoghi. Originariamente il progetto Paradise di Ulrich Seidl prevedeva la realizzazione di un solo film composto da tre storie; in seguito il regista decise di suddividere l'opera in una trilogia.
Paradise: Love è il primo film della trilogia ad essere stato presentato al pubblico, nella sezione concorso del Festival di Cannes 2012.